# 米克·吉賓斯
米高·佐治·吉賓斯（ 英語： Michael George Gibbins，1949年3月12日—2005年10月4日）是一位英國音樂家，最著名的東西是擔任壞手指樂隊的鼓手。

## The Iveys時期
米高·佐治·吉賓斯在海軍學員隊期間開始打鼓。他曾與一支名為「The Misfits」的樂團在南威爾斯演出過一段時間，之後於1964年參加競爭對手威爾斯樂隊The Iveys的試鏡。艾維斯的歌曲《或在明天 》稍有名氣。1969年，保羅·麥卡尼為The Iveys 創作了歌曲《Come and Get It》，該歌曲發行前，The Iveys 樂隊改名為「壞手指樂隊 」並用吉他手Joey Molland取代了格里菲斯。

## 壞手指樂隊時期
在《Come and Get It》成功之後，壞手指樂隊憑藉熱門歌曲《 無論 》、《 Day After Day 》大獲成功和《 淡藍色 》。從一開始，吉賓斯就開始為專輯貢獻歌曲，儘管經常被其他成員，特別是哈姆的作品所掩蓋。 （來自專輯《 Straight Up 》的未發行曲目）、《Rockin' Machine》和《Back Again》（來自未發行專輯《 頭先行 》）。所有這些錄音現在都已以 CD 形式發行。
在壞手指樂隊任職期間，吉賓斯與樂隊的其他成員一起為喬治·哈里森的專輯《萬物必將消逝》在音樂上貢獻，並在孟加拉國音樂會上演出。在製作《萬物必將消逝》時，製作人菲爾·斯佩克特 發現了吉賓斯在演奏鈴鼓方面的天賦，並給吉賓斯取了個綽號“鈴鼓先生” ，紀念巴布·狄倫的歌曲。
1975年，皮特漢姆自殺身亡後，壞手指樂隊解散，吉賓斯在威爾斯找到了一份鼓手的工作。是“這是一種心痛”作者： Bonnie Tyler 。
1982年，埃文斯和莫蘭德分離後，吉賓斯加入了湯姆·埃文斯和鮑勃傑克遜 的隊伍，組了另一個壞手指樂隊，與莫蘭德一較高下。吉賓斯很快就退出了樂隊，埃文斯於1983年自殺身亡。

## 生命晚期與逝世
1990年代末，他重新開始巡迴演出並組建了自己的樂隊 Madfinger，其中的成員包括前Iveys貝斯手Ron Griffiths。
吉賓斯晚年發行了四張專輯，《A Place in Time》、《More Annoying Songs》、《Archeology》和《In the Meantime》，兩人皆收錄了他自己創作的作品。
2005年10月4日，吉賓斯在佛羅裡達的家中睡夢中因腦動脈瘤去世，享年56歲。他的第二任妻子艾莉和與前妻所生的兒子還活著。
談到他的樂隊成員，莫蘭德（他是壞手指樂隊目前唯一倖存的成員）說：
「我周一下午與麥克交談。他心情很好，我們期待在10月17日的《孟加拉國》重新上映活動上見面。月我們開始談論未來。我們談話時通常談論 Badfinger 業務的過去和未來。他仍然對彼得選擇自殺而不是堅持下去感到憤怒。麥克是我們大家的好朋友，也是一位出色的搖滾鼓手、父親和丈夫。他在一切事上都勇敢而誠實，所有認識他的人都會深深地懷念他。」——Joey Molland

## 外部連結
- Mike Gibbins' official website